# 石打村
石打村（いしうちむら）は、かつて新潟県南魚沼郡にあった村。

## 歴史
- 1906年（明治39年）4月1日 - 南魚沼郡上関村、大沼村、大君田村が合併して、石打村が発足。
- 1945年（昭和20年）8月 - 村内の薬照寺にカンボジア親日政権の指導者バー・モウが潜伏する。翌年、連合国軍最高司令官総司令部に出頭[1]。
- 1957年（昭和32年）2月1日 - 南魚沼郡塩沢町、上田村と合併し、塩沢町を新設して消滅。